# Гедеон (Замыцкий)
Архимандрит Гедеон (в миру Григорий Ильич Замыцкий; ум. 7 июня 1808, Троицкий Калязин монастырь) — архимандрит Русской православной церкви, архимандрит Троицкого Калязина монастыря.

## Биография
Уроженец Московской епархии. С 1764 года учился в Троице-Лаврской семинарии и в 1775 году, ещё будучи студентом, исполнял обязанности помощника учителя низших классов.
По окончании курса в 1776 году был назначен учителем еврейского и греческого языков, в 1778 году пострижен в монашество и в 1782 году назначен префектом Перервинской семинарии и настоятелем Николаевского Перервинского монастыря с возведением в сан игумена.
9 декабря 1783 года Гедеон был перемещён в настоятели Московского Крестовоздвиженского монастыря.
В 1785 году был назначен архимандритом Спасского Казанского монастыря.
С 1787 года — ректор Казанской духовной семинарии.
С 1790 года — настоятель Свияжского Богородицкого монастыря.
2 января 1793 года архимандрит Гедеон был уволен от должности ректора Казанской семинарии.
27 мая 1794 года «за неповиновение начальству и прочие противные закону поступки» отрешён от настоятельства в Свияжском монастыре и от присутствования в Казанской консистории и назначен настоятелем Владимирского Царе-Константинова монастыря.
В сентябре 1795 года епископ Владимирский Виктор поручил Гедеону управлять семинарией и преподавать в ней богословие, а через полгода официально уже назначил его ректором.
Всё время управления Гедеоном семинарией было им посвящено «дурной борьбе» с префектом Лебедевым.
Уволенный 6 сентября 1797 года от ректорской должности.
В 1800 году был переведён в Троицкий Калязин монастырь.
Умер на этой должности 7 июня 1808 года. Погребён в паперти монастырского Троицкого собора.
Во многих биографических справочниках биография Гедеона (Замыцкого) смешана с биографией епископа Вятского и Слободского Гедеона (Ильина), которых составители принимали за одно лицо. Недоразумение выяснил в 1907 году К. В. Харлампович.

## Публикации
- «Поучительные Слова, говоренные в придворной церкви» (на чреде священнослужения в С.-Петербурге) (1786)
- перевод «с еллинского» языка «Филона Иудеянина о субботе и прочих ветхозаветных праздниках»